# Jozef Kukučka
Jozef Kukučka (13 de março de 1957) é um ex-futebolista profissional checo que atuava como defensor.

## Carreira
Jozef Kukučka fez parte do elenco da Seleção Checoslovaca de Futebol, da Copa de 1982.